# Kyle (Rapper)

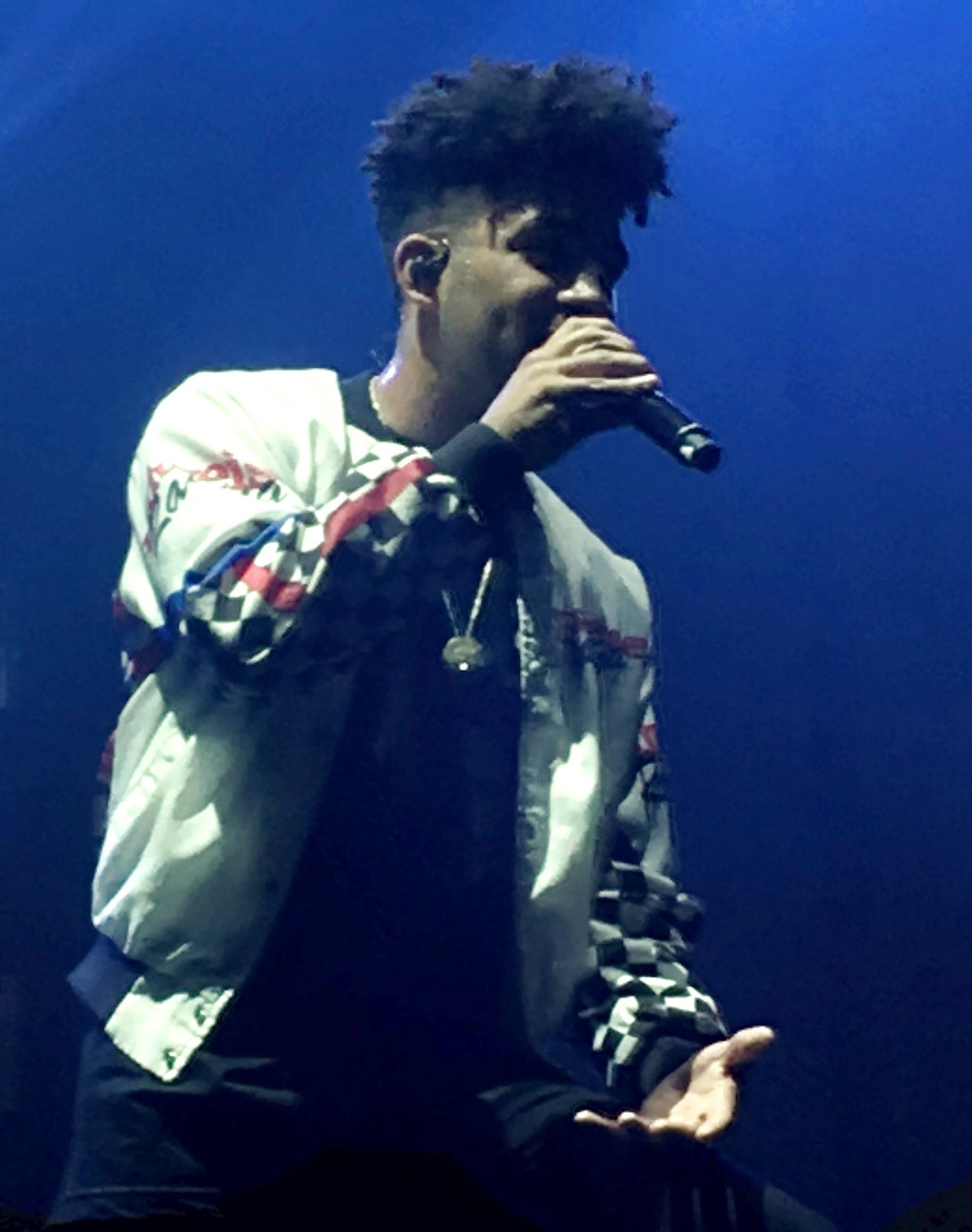
Kyle (2017)

Kyle (* 18. Mai 1993 in Ventura, Kalifornien; eigentlich Kyle Thomas Harvey), Eigenschreibweise auch KYLE., ist ein US-amerikanischer Rapper. 2013 wurde er in Teilen Europas mit dem Hit Hey Now von Martin Solveig und The Cataracs bekannt. 2017 hatte er einen eigenen Hit mit iSpy.

## Biografie
Kyle Harvey wuchs in Kalifornien auf. Als Teenager entdeckte er den Rap und stellte eine Reihe von Mixtapes unter dem Namen K.i.D online. Mit 20 Jahren veröffentlichte er dann erstmals als Kyle Beautiful Loser und hatte damit seinen ersten Charterfolg. Das Tape kam auf Platz 25 der Rapalben und in die Top 40 der R&B-Charts und brachte ihm seinen ersten Plattenvertrag. Im selben Jahr holten ihn Martin Solveig und die Cataracs für den Rap-Part in ihrem Song Hey Now. Das Lied wurde ein Hit in Europa und insbesondere durch die Aufnahme in den Soundtrack von Fack Ju Göhte kam er in Deutschland und Österreich in die Top 10.
Es folgten weitere Veröffentlichung und das zweite Kyle-Mixtape Smyle unter Mitwirkung von Kehlani und G-Eazy brachte es 2015 in die offiziellen US-Albumcharts. Es war aber sein Song iSpy mit Lil Yachty, der ihm 2016 den Durchbruch in seiner Heimat brachte. Das Major-Label Atlantic Records nahm ihn unter Vertrag und mit dieser Unterstützung wurde das Lied zu einem Nummer-eins-Rap-Hit und erreichte 6-fach-Platin-Status. Darüber hinaus war es auch noch in Australien und England erfolgreich. Danach dauerte es ein weiteres Jahr bis zu seinem ersten richtigen Studioalbum Light of Mine. Vorab erschien die Single Playinwitme unter Mitwirkung von Kehlani, die in Australien und England erneut in die Charts kam, aber die US-Singlecharts knapp verpasste. Das Album stieg auf Platz 29 der US-Charts ein und bekam eine Gold-Auszeichnung.
Danach wurde es erneut ruhiger um ihn und erst Mitte 2020 meldete sich Kyle mit dem zweiten Album See You When I Am Famous zurück. Allerdings konnte es mit Platz 124 in den Billboard 200 und ohne weiteren Singlehit nicht an die vorhergehenden Erfolge anknüpfen.

## Diskografie

### Alben
| Jahr | Titel                     | Höchstplatzierung, Gesamtwochen, AuszeichnungChartplatzierungen (Jahr, Titel, Platzierungen, Wochen, Auszeichnungen, Anmerkungen) | Höchstplatzierung, Gesamtwochen, AuszeichnungChartplatzierungen (Jahr, Titel, Platzierungen, Wochen, Auszeichnungen, Anmerkungen) | Anmerkungen                                   |
| Jahr | Titel                     | US | R&B | Anmerkungen                                   |
| ---- | ------------------------- | --- | --- | --------------------------------------------- |
| 2013 | Beautiful Loser           | — | R&B40 (1 Wo.)R&B | Erstveröffentlichung: 5. August 2013 Mixtape  |
| 2015 | Smyle                     | US76 (1 Wo.)US | R&B10 (1 Wo.)R&B | Erstveröffentlichung: 2. Oktober 2015 Mixtape |
| 2018 | Light of Mine             | US29 Platin · (13 Wo.)US | R&B16 (4 Wo.)R&B | Erstveröffentlichung: 18. Mai 2018            |
| 2020 | See You When I Am Famous! | US124 (1 Wo.)US | — | Erstveröffentlichung: 17. Juli 2020           |

Weitere Mixtapes
- 2010: Senior Year
- 2011: Second Semester
- 2011: FxL (mit Mr. Man)
- 2011: Super Duper
- 2012: K.i.D

### Singles
| Jahr | Titel Interpretation                                 | Höchstplatzierung, Gesamtwochen, AuszeichnungChartplatzierungen (Jahr, Titel, Interpretation, Platzierungen, Wochen, Auszeichnungen, Anmerkungen) | Höchstplatzierung, Gesamtwochen, AuszeichnungChartplatzierungen (Jahr, Titel, Interpretation, Platzierungen, Wochen, Auszeichnungen, Anmerkungen) | Höchstplatzierung, Gesamtwochen, AuszeichnungChartplatzierungen (Jahr, Titel, Interpretation, Platzierungen, Wochen, Auszeichnungen, Anmerkungen) | Höchstplatzierung, Gesamtwochen, AuszeichnungChartplatzierungen (Jahr, Titel, Interpretation, Platzierungen, Wochen, Auszeichnungen, Anmerkungen) | Höchstplatzierung, Gesamtwochen, AuszeichnungChartplatzierungen (Jahr, Titel, Interpretation, Platzierungen, Wochen, Auszeichnungen, Anmerkungen) | Anmerkungen                                             |
| Jahr | Titel Interpretation                                 | DE | AT | CH | UK | US | Anmerkungen                                             |
| ---- | ---------------------------------------------------- | --- | --- | --- | --- | --- | ------------------------------------------------------- |
| 2013 | Hey Now Martin Solveig & The Cataracs featuring Kyle | DE10 Gold · (19 Wo.)DE | AT8 (17 Wo.)AT | CH38 (7 Wo.)CH | — | — | Erstveröffentlichung: 28. Juni 2013 Film: Fack Ju Göhte |
| 2016 | iSpy Kyle featuring Lil Yachty                       | DE— GoldDE | — | CH— GoldCH | UK33 Platin · (18 Wo.)UK | US4 ×8Achtfachplatin · (30 Wo.)US | Erstveröffentlichung: 2. Dezember 2016                  |
| 2018 | Playinwitme Kyle featuring Kehlani                   | — | — | — | UK61 Silber · (11 Wo.)UK | US— PlatinUS | Erstveröffentlichung: 20. März 2018                     |

Weitere Singles
- 2013: Keep It Real
- 2013: Fruit Snacks
- 2013: Bang (featuring Mr. Man)
- 2013: Raining Love
- 2014: Don’t Wanna Fall in Love (UK: Silber)
- 2015: Just a Picture (featuring Kehlani)
- 2015: King Wavy (featuring G-Eazy)
- 2016: Doubt It
- 2016: Blame
- 2017: Not the Same
- 2018: To the Moon
- 2018: Ikuyo (featuring 2 Chainz & Sophia Black)
- 2018: Moment (featuring Wiz Khalifa)
- 2018: Hey Julie! (featuring Lil Yachty, US: Gold)
- 2019: F You I Love You (featuring Teyana Taylor)
- 2020: Yes! (featuring Rich the Kid & K Camp)
- 2020: What It Is
- 2020: Money Now (featuring Tyga & Johnny Yukon)

## Auszeichnungen für Musikverkäufe
| Goldene Schallplatte - Dänemark - 2018: für die Single iSpy - 2021: für die Single Playinwitme - Frankreich - 2022: für die Single iSpy - Italien - 2018: für die Single iSpy - Kanada - 2018: für das Album Light of Mine - Polen - 2023: für die Single iSpy - Portugal - 2019: für die Single iSpy | Platin-Schallplatte - Kanada - 2018: für die Single Playinwitme 2× Platin-Schallplatte - Neuseeland - 2022: für die Single Playinwitme 3× Platin-Schallplatte - Australien - 2021: für die Single iSpy - Neuseeland - 2024: für die Single iSpy 5× Platin-Schallplatte - Kanada - 2019: für die Single iSpy |

Anmerkung: Auszeichnungen in Ländern aus den Charttabellen bzw. Chartboxen sind in ebendiesen zu finden.
| Land/RegionAuszeichnungen für Musikverkäufe (Land/Region, Auszeichnungen, Verkäufe, Quellen) | Silber     | Gold       | Platin       | Verkäufe   | Quellen           |
| -------------------------------------------------------------------------------------------- | ---------- | ---------- | ------------ | ---------- | ----------------- |
| Australien (ARIA)                                                                            | —          | —          | 3× Platin3   | 210.000    | aria.com.au       |
| Dänemark (IFPI)                                                                              | —          | 2× Gold2   | —            | 90.000     | ifpi.dk           |
| Deutschland (BVMI)                                                                           | —          | 2× Gold2   | —            | 350.000    | musikindustrie.de |
| Frankreich (SNEP)                                                                            | —          | Gold1      | —            | 100.000    | snepmusique.com   |
| Italien (FIMI)                                                                               | —          | Gold1      | —            | 25.000     | fimi.it           |
| Kanada (MC)                                                                                  | —          | Gold1      | 6× Platin6   | 520.000    | musiccanada.com   |
| Neuseeland (RMNZ)                                                                            | —          | —          | 5× Platin5   | 150.000    | radioscope.co.nz  |
| Polen (ZPAV)                                                                                 | —          | Gold1      | —            | 25.000     | olis.pl           |
| Portugal (AFP)                                                                               | —          | Gold1      | —            | 5.000      | Einzelnachweise   |
| Schweiz (IFPI)                                                                               | —          | Gold1      | —            | 10.000     | hitparade.ch      |
| Vereinigte Staaten (RIAA)                                                                    | —          | Gold1      | 10× Platin10 | 10.500.000 | riaa.com          |
| Vereinigtes Königreich (BPI)                                                                 | 2× Silber2 | —          | Platin1      | 1.000.000  | bpi.co.uk         |
| Insgesamt                                                                                    | 2× Silber2 | 11× Gold11 | 25× Platin25 |            |                   |